# Iúrievka (Kémerovo)
|  | Per a altres significats, vegeu «Iúrievka». |

Iúrievka (en rus: Юрьевка) és un poble de l'óblast de Kémerovo, a Rússia, que en el cens del 2010 tenia 38 habitants, pertany al districte de Mariïnsk.